# Pocket Studios
Pocket Studios était un studio de développement de jeux vidéo britannique fondé en 2000. Il ferme en 2003.

## Ludographie
- Alone in the Dark: The New Nightmare (2001, Game Boy Color)
- Midway's Greatest Arcade Hits (2001, Game Boy Advance)
- Lego Racers 2 (2001, Game Boy Advance)
- Army Men: Operation Green (2001, Game Boy Advance)
- Le Seigneur des anneaux : La Communauté de l'anneau (2001, Game Boy Advance)
- Gauntlet: Dark Legacy (2002, Game Boy Advance)
- The Incredible Hulk (2003, Game Boy Advance)
- Pirates des Caraïbes : La Malédiction du Black Pearl (2003, Game Boy Advance)
- Star Wars: Flight of the Falcon (2003, Game Boy Advance)